# بيلا خوتناشفيلي

بيلا خوتناشفيلي هي لاعبة شطرنج جورجية ولدت في 1 يونيو 1988.

## روابط خارجية
- بيلا خوتناشفيلي على موقع الاتحاد الدولي للشطرنج (الإنجليزية)
- بيلا خوتناشفيلي على موقع مباريات الشطرنج (الإنجليزية)
- بيلا خوتناشفيلي على موقع 365Chess.com (الإنجليزية)
- بيلا خوتناشفيلي على موقع Chesstempo.com (الإنجليزية)
- بيلا خوتناشفيلي على موقع الاتحاد الأمريكي للشطرنج (الإنجليزية)
- بيلا خوتناشفيلي سجل أولمبياد الشطرنج للسيدات على موقع OlimpBase.org (الإنجليزية)